# Dom Babel
Dom Babel (szw. Babels hus) – powieść społeczna szwedzkiego pisarza Pera Jersilda (1978) opisująca funkcjonowanie wielkiego szpitala na przedmieściach Sztokholmu. Sfilmowana w roku 1981 (serial telewizyjny).
Starszy mężczyzna, Primus Svensson, przebywając na działce, doznaje objawów zawału serca. Zostaje przewieziony do wielkiego szpitala klinicznego na przedmieściach Sztokholmu. Zawał okazuje się niegroźny, jednak lekarze są zaniepokojeni innymi wynikami, zrobionymi zresztą przez przypadek. Zaczyna się długotrwały pobyt Svenssona w szpitalu.
Opisując historię jednego pacjenta, Jersild pokazuje wręcz w anatomicznych szczegółach działanie dużej kliniki w większości aspektów – nastawienie personelu medycznego, postawę pacjentów, wzajemne relacje między chorymi i lekarzami. Zwraca uwagę na niedoskonały system szkolenia studentów (wątek dr Nylandera i Martiny), korupcję ze strony kompanii farmaceutycznych, dehumanizacją lecznictwa.